# Miconia dissitinervia
Miconia dissitinervia är en tvåhjärtbladig växtart som beskrevs av Kriebel, Almeda och Arturo Estrada. Miconia dissitinervia ingår i släktet Miconia och familjen Melastomataceae. Inga underarter finns listade i Catalogue of Life.